# Fire and Ice (Computerspiel)
Fire and Ice mit dem Untertitel The Daring Adventures of Cool Coyote ist ein von den britischen Entwicklern Graftgold produziertes Jump-’n’-Run-Spiel, das im April 1992 für Amiga und PC erschien. Chefprogrammierer war Andrew Braybrook.

## Spielinhalt
Der Spieler übernimmt die Rolle von Cool Coyote, dem blaupelzigen Helden des Spiels. Fire and Ice ist ein klassisches Plattformspiel, in dem die Spielfigur sich über mehrere Ebenen hinweg springend und hüpfend bewegt und dabei gegen eine Unzahl an Gegnern vorgehen muss. Cool Coyote beginnt seine Reise in der Arktis und durchquert in ihrem Verlauf so exotische Orte wie Schottland und das alte Ägypten. Als Waffe kann er Eiskügelchen verschießen, die seine Gegner einfrieren lassen, oder Schneebomben zünden.
In jedem Level müssen sechs Teile eines Schlüssels gefunden werden. Mit diesem kann der Ausgang in das nächste Level geöffnet werden. Neben dem Schlüssel versteckt sich ein kleiner Hund namens Poppy, der der Spielfigur folgt, nachdem er gefunden wurde. Erreicht auch Poppy das Ziel, erhält der Spieler ein Extraleben.

## Kritiken
In seiner cartoonhaften, sehr bunten Gestaltung und dem Verzicht auf Bildschirmgewalt ist Fire and Ice ein typisches Spiel für die jüngere Spielergeneration. Es war überdies eines der letzten Projekte von Braybrooks Firma Graftgold und wurde von der Fachpresse aufgrund des großen Einfallsreichtums, der guten Grafik und Musikuntermalung hoch gelobt. Noch heute gilt es als eines der herausragenden Spiele, die in der Endphase des Amiga erschienen. Es erhielt unter anderem das Prädikat „Besonders empfehlenswert“ von Power Play (85 %), einen „ASM Hit“ (10 von 12 Punkten) und einen „Amiga Joker Hit“ (86 %).